# Stadtlohn

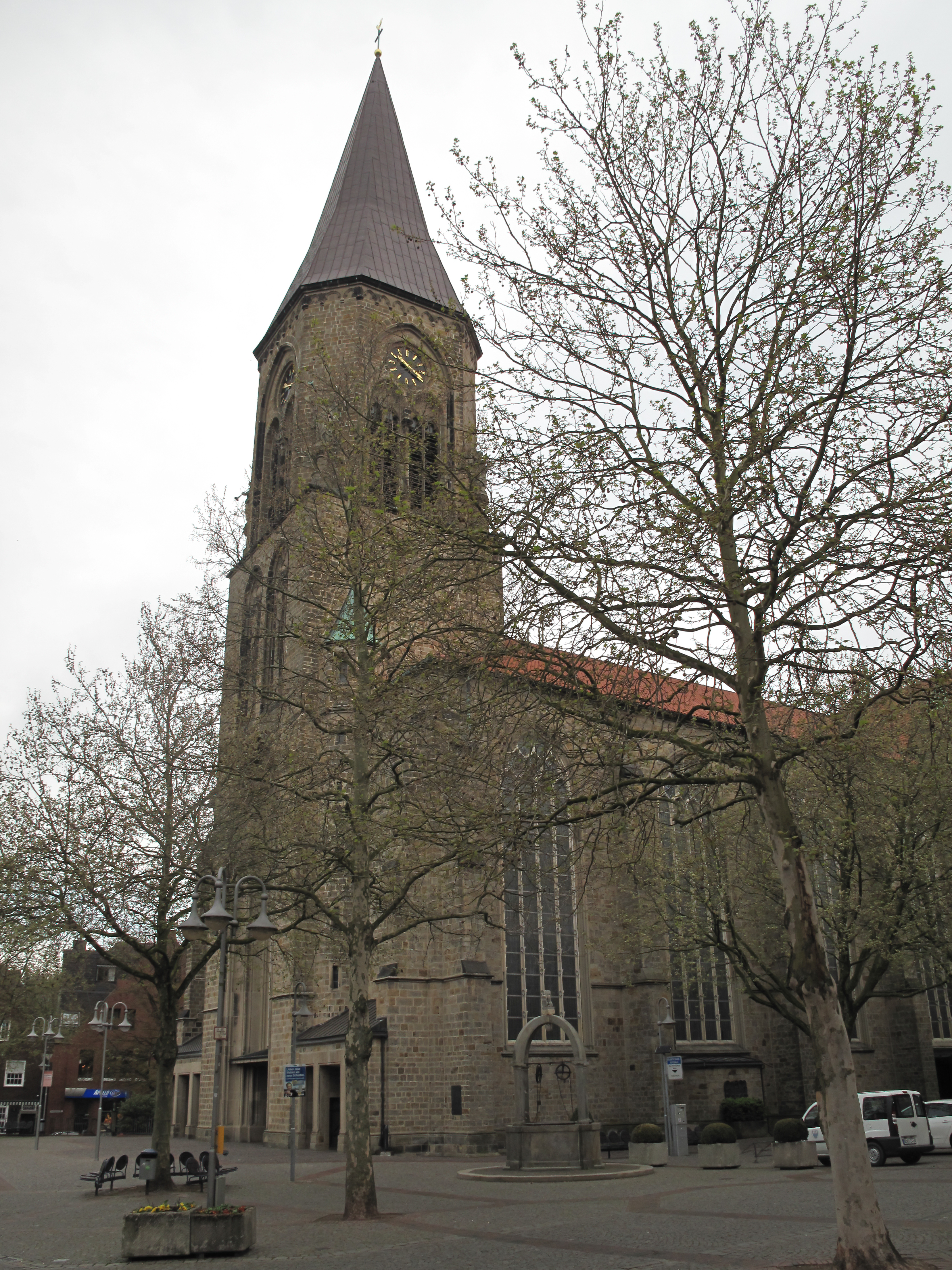
Stadtlohn, église

Stadtlohn est une ville de Rhénanie-du-Nord-Westphalie (Allemagne), située dans l'arrondissement de Borken, dans le district de Münster.

## Histoire
| Appartenances historiques Principauté épiscopale de Münster 1180-1802 Principauté de Salm 1802-1811 Empire français (Lippe) 1811-1814 Royaume de Prusse (Province de Westphalie) 1815-1918 République de Weimar 1918-1933 Reich allemand 1933-1945 Allemagne occupée 1945-1949 Allemagne 1949-présent |